# Bataille de Kerguidu
Pour le livre homonyme La Bataille de Kerguidu, voir Lan Inisan.
Chouannerie
Batailles
- 1er Vannes
- Fouesnant
- Scrignac
- Lannion
- Pontrieux
- Bourgneuf-la-Forêt
- Plumelec
- Savenay
- Loiré
- Ancenis
- 2e Vannes
- Pluméliau
- Pontivy
- 1er La Roche-Bernard
- 1er Rochefort-en-Terre
- Pacé
- Guérande
- Fleurigné
- Fougères
- Vitré
- Mané-Corohan
- Plabennec
- Saint-Pol-de-Léon
- Kerguidu
- Lamballe
- Saint-Perreux
- 2e Rochefort-en-Terre
- 2e La Roche-Bernard

La bataille de Kerguidu est un épisode insurrectionnel de la Révolution française mené par les paysans du Haut Léon contre la levée en masse qu'a décrétée la Convention après avoir déclaré la guerre à la Coalition. Elle se déroula à l'est de Tréflaouénan le 24 mars 1793 dans les suites immédiates du combat de Saint-Pol-de-Léon.

## Prélude

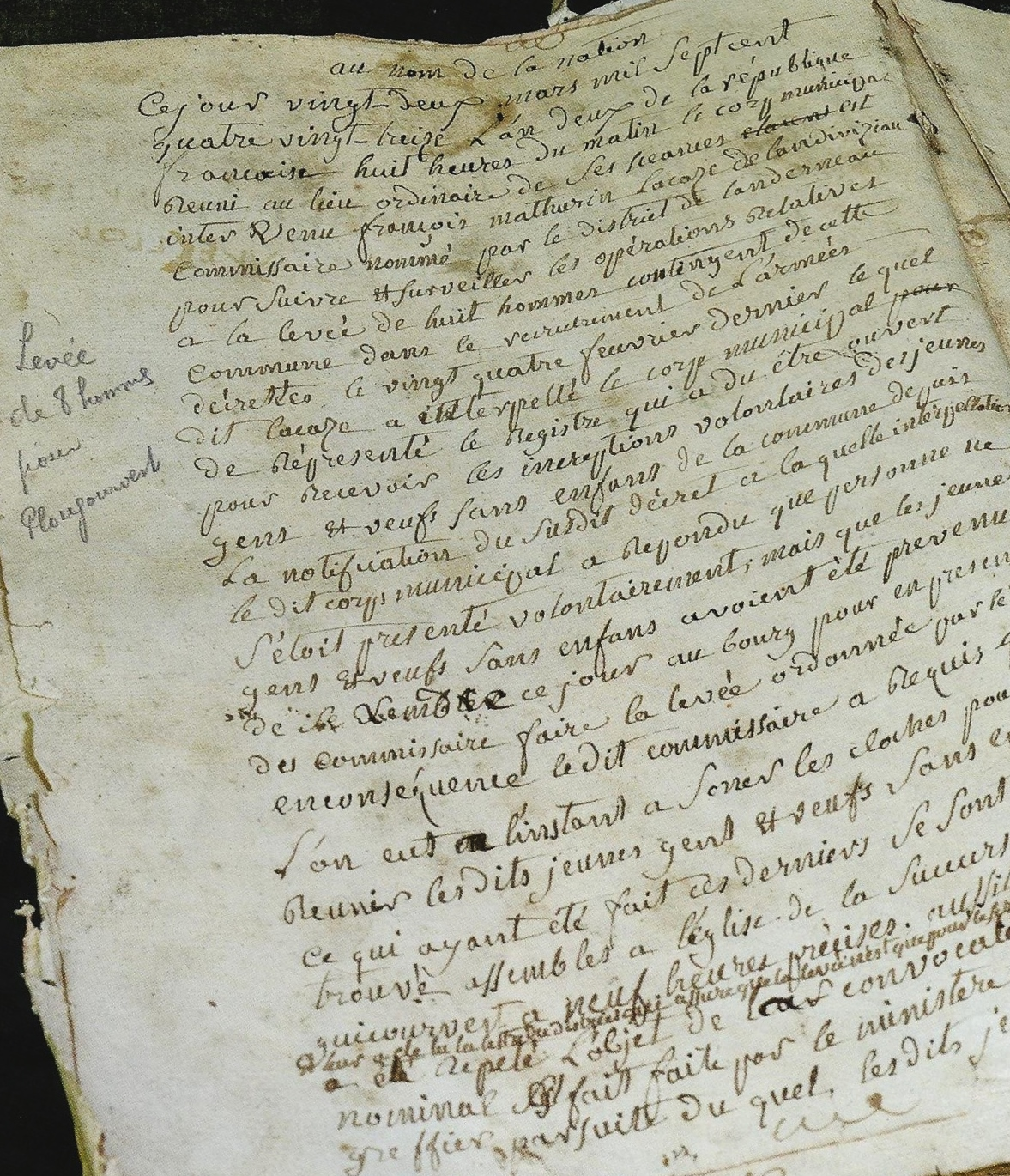
Page du registre des délibérations du corps municipal de Plougourvest en date du 22 mars 1793.

Les communes concernées par la révolte sont celles du Haut-Léon septentrional (Plouvorn, Plouzévédé et presque toutes les communes situées au nord se révoltent), regroupé autour de sa capitale, Saint-Pol-de-Léon, qui est irritée par la suppression de son évêché, traditionnellement plus soumise au clergé et comprenant plus de nobles, qui y ont une très forte influence ; elle n'a pas concerné le Haut-Léon méridional, autour de Landivisiau (par exemple Bodilis, Plougar, Saint-Servais,..), où la population, plus engagée dans l'économie marchande (les juloded y sont nombreux), avec la fabrication de toiles (les crées), les tanneries, les papeteries et l'influence de l'axe commercial et idéologique Morlaix-Brest, se montre moins rétive aux bouleversements révolutionnaires, à l'image son député Le Guen de Kerangal. Le détonateur de la révolte est la levée en masse décidée par la Convention le 22 février 1793.
Un cas significatif est celui de la commune de Plougourvest où l'attitude des habitants est connue avec précision grâce à la découverte récente du registre des délibérations de la commune : le 22 mars 1793, le corps municipal de Plougourvest répondit à François Mathurin Lacaze (de Landivisiau), commissaire nommé par le district de Landerneau, qu'aucun volontaire ne s'était présenté pour s'inscrire à la levée de huit hommes demandée à la commune ; en conséquence le commissaire fit sonner les cloches et les hommes « se sont tous trouvés assemblés à l'église (...) à neuf heures précises ». L'assurance leur fut donnée que la levée n'était que « pour le service des côtes » et non pour aller se battre sur le front du nord-est (dans le cadre des Guerres révolutionnaires). Le corps municipal décida de tergiverser, demandant huit jours pour faire la « cueillette » avant de procéder au tirage au sort, et fit observer que le nombre de soldats demandé était élevé (« plus de la moitié de celui de Landivisiau »). Finalement le tirage au sort eut lieu le 26 mars 1793... après la bataille de Kerguidu, une fois donc la défaite des insurgés connue.

## Les premiers troubles
Le 18 mars 1793, le corps municipal de Plouescat se réunit dans l'église paroissiale (ce qui était alors habituel) pour organiser le tirage au sort de treize hommes âgés de 18 à 40 ans dans le cadre de la levée en masse. Une émeute « formée en dehors de l'église par des habitants des communes de Cléder et de Sibiril » s'accompagna d'une irruption dans l'église d'une partie des manifestants. Le 19 mars 1793, les émeutiers tuent trois soldats à Saint-Pol-de-Léon et blessent très gravement le maire de la commune. En même temps, les 18 et 19 mars, une émeute éclate à Guipavas, Gouesnou et Plabennec : les émeutiers font fuir le commissaire public Bergevin et malmènent le curé jureur Le Cail ainsi que le notaire Chopin ; le général Canclaux fait alors route vers Plabennec avec 1 200 hommes et fait tirer quelques coups de canon, ce qui suffit à disperser les émeutiers, qui tuèrent deux soldats ; cinq paysans rebelles furent tués lors de ce combat de Plabennec.
Malgré leur échec du 19 mars, les paysans du Léon restent sous les armes, les insurgés de Plouescat, Plougoulm, Cléder, Sibiril, Roscoff, Plounévez-Lochrist, Plouzévédé, Plouvorn, Saint-Vougay et Tréflaouénan continuent d'encercler Saint-Pol-de-Léon. De son côté, le général Canclaux gagne le pays de Lesneven, après avoir vaincu les insurgés des environs de Plabennec.
Les insurgés commandés par Claude Bolloré de Kerbalanec (le manoir de Kerbalanec se trouve en Plouénan), espèrent délivrer les municipaux de Plougoulm et prendre la ville patriote de Lesneven. Ils doivent faire face à deux colonnes républicaines, la première occupe toujours Saint-Pol-de-Léon, la seconde, commandée par le général Canclaux est à Lesneven, mais les insurgés la croient à Ploudalmézeau. Leur plan est de couper les communications entre les patriotes : le 21 mars, ils tentent de couper le pont de l'étang près de Saint-Pol, mais reculent à la suite de l'arrivée de troupes. Dès le lendemain, ils récidivent et détruisent le 23 mars 1793 le pont de Kerguidu, sur le Guillec, que franchit l'antique rocade reliant l'amirauté de Brest à la capitale de l'évêque-comte qu'est Saint-Pol, à mi-distance entre Lesneven (près Vorganium) et Plougoulm (ex-Castel Mériadec).
La garnison de Saint-Pol-de-Léon envoie des courriers, demandant à Morlaix 500 hommes en renfort et réclame l'aide du général Canclaux et de ses 1 200 hommes. Dans leurs courriers, ils évaluent à 8 000 le nombre des insurgés mais cette estimation est probablement exagérée. Pour l'heure, les patriotes élèvent des retranchements craignant l'imminence d'une attaque. Le 22 mars, on signale 1 500 hommes armés à Plouescat et Berven,

## Le combat
En effet, le comité de surveillance de Landerneau est informé par une dénonciation que les rebelles ont planifié une attaque sur Saint-Pol pour le 24 mars. Les Républicains se décident à agir au plus vite, le 23, menés par Guillier, commissaire du département et Pinchon, commissaire du district de Morlaix, 400 hommes de la garnison de Saint-Pol-de-Léon, comprenant les volontaires du Calvados et des gardes nationaux de Morlaix, marchent sur Kerguidu dans le but de réparer le pont.
À 10 heures du matin, après seulement une lieue de chemin, les Républicains se heurtent aux paysans embusqués dans les bois de Kermenguy, dirigés par François Bolloré de Kerbalannec sur le versant droit de la vallée du Guillec, qu'ils ne dispersent que grâce à leur pièce d'artillerie. Les Bleus poursuivent leur progression, mais subissent, quelques pas plus loin, une seconde attaque. Ils parviennent néanmoins à se frayer un chemin jusqu'au pont mais se heurtent à des insurgés de plus en plus nombreux parmi lesquels figurent notamment un certain nombre de femmes. Les paysans finissent par encercler les patriotes, ces derniers gagnent alors la colline dominant la rive droite de la rivière du Dourdu, où le terrain est plus favorable pour maintenir à distance les rebelles, et se mettent en formation carrée. Pendant ce temps, les ouvriers s'attellent à la réparation du pont.
Après une heure et demie de combat, la situation commence à devenir délicate pour les Républicains, ils sont presque à court de cartouches et l'essieu de leur canon s'est brisé. Alors qu'ils commencent à faiblir, ils sont secourus par l'arrivée sur la rive gauche du général Canclaux à la tête de 300 à 1 000 hommes. Les renforts lancent alors une charge à la baïonnette et s'emparent de la colline à gauche de la rivière ; les artilleurs y placent leur pièce d'artillerie qui achève la déroute des rebelles.
Cependant sur la rive droite, les paysans continuent l'attaque du carré républicain. Canclaux hésite avant de les secourir, craignant que la retraite sur Lesneven ne soit coupée. Finalement, il traverse le pont, entretemps réparé, et prend les insurgés à revers. Les paysans prennent la fuite et se dispersent en direction de leurs paroisses, les Républicains sur leurs talons. Dans la déroute le canon détruit plusieurs bâtiments, et selon Guillier, les patriotes préfèrent fusiller les insurgés plutôt que de faire des prisonniers. À quatre heures du soir, la bataille est finie.
Les Républicains se mettent ensuite en route sur Saint-Pol-de-Léon. En chemin, l'arrière-garde est attaquée par 400 à 500 paysans sur la route de Landivisiau, mais quelques tirs d'artillerie suffisent pour les repousser.

## Les pertes
D'après le chef de bataillon Thomas Clouard, commandant du détachement de Saint-Pol-de-Léon, les insurgés ont perdu deux cent cinquante hommes environ, tandis que les pertes de son détachement ne sont que de cinq ou six blessés. Le général Canclaux affirme quant à lui dans son rapport qu'aucun soldat républicain n'a été tué lors de la bataille et que huit seulement ont été blessés,. Selon les estimations républicaines, le nombre de paysans tués lors dans l'ensemble des affrontements dans le Léon aurait été de quatre cents tués et trois cents blessés. Ce bilan a été repris par plusieurs historiens, notamment Yves Le Gallo, Roger Dupuy, Joël Cornette, Marie-Thérèse Cloître. Cependant cette estimation est probablement surévaluée ; Roger Dupuy parle de « dénombrements, pas totalement exhaustifs et pas toujours vérifiés ».  
Pour sa part, l'abbé François Cadic avance une perte de trois morts et dix blessés pour les patriotes et de cent à cent-vingt tués pour les insurgés, attribuant les faibles pertes des Républicains à la médiocrité de l'armement des rebelles.
Cependant selon Albert Laot, les registres de décès des communes de Plougoulm et Tréflaouénan, théâtres des affrontements, ne mentionnent la mort que de six paysans insurgés, dont deux femmes, et d'aucun soldat,. En s'appuyant sur les recherches faites par Albert Laot, l'historien Louis Élégoët, met en doute les bilans donnés par les sources républicaines et affirme que « la révolte rurale du Léon en 93 a été infiniment moins meurtrière qu'on ne l'a dit ». 
En fait, selon les recherches faites par Albert Laot qui a dépouillé les registres d'état-civil des communes concernées, la bataille de Kerguidu fit huit blessés et aucun mort parmi les soldats républicains, et six morts parmi les émeutiers (dont deux femmes) : deux à Plougoulm (Joseph Stéphan et Anne Mével, morts à Pen ar Traon), trois à Tréflaouénan (Hamon Gouëz, Yves Caër, Catarine Michel, morts à Kerguidu), un à Saint-Pol-de-Léon (Paul Coat, tué à Kervent) ainsi qu'un nombre inconnu de blessés.
Si l'on étend le raisonnement à l'ensemble des troubles survenus dans le Léon en mars 1793, il faut ajouter au bilan les cinq paysans rebelles (Gabriel Le Gall, François Castel, Jean Creff, Guillaume Boulic et un certain Salou) tués lors du Combat de Plabennec entre le 19 et le 22 mars 1793 et deux (Alain Le Néa et Pierre Marie Le Guennec) tués le même jour à Saint-Pol-de-Léon lors d'un combat qui fit aussi trois victimes parmi les soldats républicains, dont Jean Richard Campi, officier en second du régiment du Calvados, alors stationné dans cette ville. Les émeutiers blessèrent très gravement aussi le même jour le maire de Saint-Pol-de-Léon, François-Augustin Prud'homme de Kerangon.

## La répression
Le combat de Kerguidu met fin à l'insurrection dans le Léon. La répression se met en place, les communes insurgées sont désarmées, elles sont contraintes de payer une lourde amende et les cloches de leurs églises sont descendues. Le juge de paix de Saint-Pol, le 21 mars 1793, « considérant (...) que les soulèvements et attroupements continuels (...) ne se font dans les campagnes qu'au son du tocsin qui se fait entendre d'une paroisse à l'autre (...), prions (...) les citoyens commandant les volontaires nationaux, (...) faire descendre toutes les cloches des paroisses de Plougoulm, Sibiril, Cléder, Tréflaouénan, Plouzévédé, Berven et Plouénan, afin d'éviter les rassemblements qui se forment journellement et qui occasionnent une insurrection dans ces paroisses ». Décidée avant même la bataille de Kerguidu, cette mesure fut appliquée seulement après celle-ci.
Des centaines de paysans sont capturés et jugés, et deux d'entre eux, Jean Pedel (de Guipavas) et François Guiavarc'h (du Relecq-Kerhuon), sont condamnés à mort et guillotinés. François Barbier et Jean Prigent, maires de Ploudalmézeau et Plouzévédé, subissent le même sort, le premier Place du château à Brest le 17 avril, le second à Lesneven le 23. La répression et la présence d'une forte garnison à Brest font que le Léon ne connaît plus de soulèvements pendant la Chouannerie.

## Le mythe
Dans son ouvrage écrit en breton « Emgann Kerguidu », écrit quatre-vingt-cinq ans après les faits (le livre a été publié en 1877), l'abbé Lan Inisan (originaire de Plounévez-Lochrist), « animé d'un souci pamphlétaire, militant contre la République renaissante, ne s'embarrasse guère de la réalité historique » selon Albert Laot. Ce livre a en effet été écrit dans un contexte historique bien particulier, qui vit la Troisième République naissante officiellement créée à une voix de majorité seulement grâce à l'amendement Wallon, contre lequel votèrent tous les députés finistériens, tous alors royalistes, dont notamment Émile de Kermenguy, Louis Monjaret de Kerjégu ou encore le vicomte Henri de Treveneuc, député des Côtes-du-Nord. Le livre de Lan Inisan, lui aussi royaliste, et prêtre, est un livre de contre-attaque et de propagande royaliste, un pamphlet antirépublicain, qui a exagéré les faits et notamment le nombre des victimes léonardes des insurrections de mars 1793. Yves Le Berre a fait une analyse littéraire et ethnographique du récit de Lan Inisan, sans vraiment se prononcer sur la réalité historique des événements qu'il raconte.
Le récit mythique de la bataille de Kerguidu a été régénéré à partir de la décennie 1970, notamment par des reconstitutions historiques à succès organisées sur le site même de la bataille en 1989 et 1993, et par les évocations de la bataille lors du spectacle son et lumière organisé pendant plusieurs années près de la chapelle de Lambader en Plouvorn. La municipalité de Tréflaouénan a installé un panneau commémoratif sur place. Lan Inisan a été célébré dans sa paroisse natale de Plounévez-Lochrist, à l'initiative du maire de la commune, Pierre Chapalain, avec notamment l'installation d'une grande fresque commémorant la bataille de Kerguidu dans la salle des délibérations du conseil municipal et d'un buste de Lan Inisan placé au-dessus du portail sud de l'église paroissiale, tous deux dus à Patrick Le Goarnic [Patrig ar Goarnig].

#### Essais
- R. Galand pr2sentqtion en ligne=http://repository.wellesley.edu/cgi/viewcontent.cgi?article=1018&context=frenchfaculty, Histoire et Idéologie : Emgann Kergidu, Wellesley (Massachusetts), Wellesley College, janvier 1994, 15 p..
- R. Dupuy, La Chouannerie, éditions Ouest-France, 1995, 15 p..
- F. Cadic, Histoire populaire de la chouannerie, t. I, Terre de Brume, 2003, p. 363-367.
- R. Dupuy, La Bretagne sous la Révolution et l’Empire, 1789-1815, éditions Ouest-France université, Rennes, 2004, p. 114-116.
- L. Élégoët, Le Léon, Histoire et Géographie contemporaine, éditions palantines, 2007, p. 129-130.
- Albert Laot, La bataille de Kerguidu, Skol Vreizh, 2013.

#### Documents
- Archives parlementaires de 1787 à 1860, t. 63. , p. 503-504. texte en ligne sur Gallica
- P. Peyron, Documents touchant l'insurrection du Léon en mars 1793, Revue de Bretagne, Vannes, 1902, 92 p.
- J. L. Autret, « Documents judiciaires relatifs à la bataille de Kerguidu du 24 mars 1793 », in Bulletin, t. CXXXIII, Société archéologique du Finistère, Quimper, 2004.

#### Roman
- A. Inisan, Emgann Kerguidu, 1877-1878,

rééd. Emgann Kerguidu / La bataille de Kerguidu, trad. & préf. Y. Le Berre, postface Anne de Mathan, CRBC, Brest, 2015, 768 p.